# Stéphane Garelli
Pour les articles homonymes, voir Garelli.
 (septembre 2021).
La mise en forme du texte ne suit pas les recommandations de Wikipédia : il faut le « wikifier ».
Les points d'amélioration suivants sont les cas les plus fréquents. Le détail des points à revoir est peut-être précisé sur la page de discussion.
- Les titres sont pré-formatés par le logiciel. Ils ne sont ni en capitales, ni en gras.
- Le texte ne doit pas être écrit en capitales (les noms de famille non plus), ni en gras, ni en italique, ni en « petit »…
- Le gras n'est utilisé que pour surligner le titre de l'article dans l'introduction, une seule fois.
- L'italique est rarement utilisé : mots en langue étrangère, titres d'œuvres, noms de bateaux, etc.
- Les citations ne sont pas en italique mais en corps de texte normal. Elles sont entourées par des guillemets français : « et ».
- Les listes à puces sont à éviter, des paragraphes rédigés étant largement préférés. Les tableaux sont à réserver à la présentation de données structurées (résultats, etc.).
- Les appels de note de bas de page (petits chiffres en exposant, introduits par l'outil «  Source ») sont à placer entre la fin de phrase et le point final[comme ça].
- Les liens internes (vers d'autres articles de Wikipédia) sont à choisir avec parcimonie. Créez des liens vers des articles approfondissant le sujet. Les termes génériques sans rapport avec le sujet sont à éviter, ainsi que les répétitions de liens vers un même terme.
- Les liens externes sont à placer uniquement dans une section « Liens externes », à la fin de l'article. Ces liens sont à choisir avec parcimonie suivant les règles définies. Si un lien sert de source à l'article, son insertion dans le texte est à faire par les notes de bas de page.
- La présentation des références doit suivre les conventions bibliographiques. Il est recommandé d'utiliser les modèles {{Ouvrage}}, {{Chapitre}}, {{Article}}, {{Lien web}} et/ou {{Bibliographie}}. Le mode d'édition visuel peut mettre en forme automatiquement les références.
- Insérer une infobox (cadre d'informations à droite) n'est pas obligatoire pour parachever la mise en page.

Pour une aide détaillée, merci de consulter Aide:Wikification.
Si vous pensez que ces points ont été résolus, vous pouvez retirer ce bandeau et améliorer la mise en forme d'un autre article.
Stéphane Garelli est professeur à l'International Institute for Management Development (IMD) et à l'Université de Lausanne (HEC). Ses recherches portent sur la compétitivité des nations et des entreprises sur les marchés internationaux.
Il est directeur du World Competitiveness Yearbook, une étude dans le domaine de la compétitivité des nations, publiée par l'IMD. Ce rapport annuel compare la compétitivité de quarante-six nations en utilisant 250 critères.
Il a été président du conseil d’administration du quotidien suisse de langue française Le Temps, dont il rachète 3% du capital, en 2015, à Claude Demole, administrateur démissionnaire,.
Il est membre de la China Enterprise Management Association, du conseil de la Fondation Jean-Monnet pour l'Europe, de l'Académie suisse des sciences techniques, de la Royal Society for the encouragement of Arts, Manufactures and Commerce et du Conseil mexicain de la productivité et de la compétitivité (Comeproc).
En 2007, il a été le président du comité de soutien de Jacqueline de Quattro au Conseil d'État du canton de Vaud.
Il est marié et père d'un enfant. Il habite Rolle.

## Curriculum
- 2001 à 2017 : président du conseil d’administration du quotidien Le Temps
- 2000 à 2003 : président de la Sandoz FF Holding financière et bancaire
- 1999 à 2002 : membre élu de l’Assemblée constituante vaudoise
- Depuis 1998 : membre du conseil d'administration de la Banque Édouard Constant
- 1998 à 2000 : conseiller permanent auprès de la direction européenne de Hewlett-Packard
- Depuis 1987 : professeur à l'International Institute for Management Development (IMD) (Lausanne)
- 1974 à 1987 : directeur général du Forum économique mondial et du Symposium de Davos
- Docteur en économie de l'Université de Lausanne

## Publications
Auteur de publications dans le domaine de la compétitivité, les échanges et les investissements internationaux, il est également éditorialiste dans plusieurs magazines.